# Mười: Lời nguyền trở lại
Mười: Lời nguyền trở lại (tên tiếng Anh: Muoi: The Curse Returns) là phim điện ảnh Việt Nam ra mắt năm 2022 thuộc thể loại kinh dị – chính kịch do Hằng Trịnh đạo diễn, được sản xuất bởi Silver Moonlight Entertainment và ProductionQ - Creative House. Đây cũng là phần hai của Mười ra mắt năm 2007. Dàn diễn viên chính trong phim gồm có: Chi Pu, Rima Thanh Vy, Hồng Ánh, Bình Minh, Anh Thư.

## Nội dung
Linh và Hằng là từng đôi bạn thân cho tới khi Linh nảy sinh tình cảm với Kiệt, bạn trai Hằng. Hai cô gái trở nên mâu thuẫn và cắt đứt mối quan hệ. Sau khi Kiệt chết, cả hai nối lại liên lạc, Hằng rủ người bạn cũ về nhà chơi. Nhà cô vốn là một ngôi biệt thự cổ, trưng bày nhiều tranh, trong đó có cả bức tranh Mười ai oán năm xưa. Suốt thời gian Linh ở trong nhà, nhiều chuyện kỳ bí và rùng rợn bắt đầu xảy ra.

## Diễn viên
- Chi Pu vai Linh
- Rima Thanh Vy vai Hằng
- Anh Thư vai Mười, cô gái trẻ bị Hồng sát hại năm xưa
- Hồng Ánh vai Hồng, vợ chưa cưới của Nguyên
- Bình Minh vai Nguyên, chồng chưa cưới của Hồng
- Tôn Kinh Lâm vai Kiệt, bạn trai Hằng
- Đinh Y Nhung vai Diệu, bà chủ biệt thự
- Khôi Trần vai Lê Chánh

## Phát hành
Phim ra mắt vào ngày 30/9/2022.